# Guillaume Bourgeon
Pour les articles homonymes, voir Bourgeon.
Guillaume Bourgeon, né le 29 mai 1973 à Saint-Cloud, est un trampoliniste français.

## Carrière
Aux Championnats du monde, Guillaume Bourgeon obtient une médaille d'or par équipe en 1996, deux médailles de bronze par équipe en 1998 et 2001 et une médaille de bronze en synchronisé en 1998.
Il remporte aux Championnats d'Europe la médaille d'or par équipe en 2000, la médaille d'argent par équipe en 1998 et la médaille de bronze par équipe en 1997.